# Hopfenbach (Kocher)
Der Hopfenbach ist ein knapp zwei Kilometer langer Waldbach auf dem Gebiet der Gemeinde Sulzbach-Laufen im Landkreis Schwäbisch Hall im nordöstlichen Baden-Württemberg, der halben Wegs zwischen dem Dorf Sulzbach am Kocher und dem Weiler Altschmiedelfeld von links und Südwesten in den mittleren Kocher mündet.

## Geographie

### Verlauf
Der Hopfenbach hat etwa zwei gleich lange Quelläste. Der amtlich als dem Hauptstrang zugehörig angesehene linke entsteht etwa 1,2 km westsüdwestlich des Sulzbach-Laufener Einzelhofs Nestelberg auf etwa 452 m ü. NHN zwischen dem sich bis zum Kochertalrand hinziehenden Bergrücken des Mittelbergs an der Nordwestseite und dem kleinen Sporn Hopfenhang an der Südostseite. Von dort fließt dieser Quellast etwa rund 0,4 km weit durch seine Waldklinge nordöstlich, worauf er sich auf etwa 400 m ü. NHN mit dem etwa ebenso langen rechten Quellast vereint, der zwischen Hopfenhang links und Nestelwald rechts durch die seine etwa nordnordöstlich fließt.
Der vereinte Bach fließt dann weiter nordöstlich bis nordnordöstlich durch den Wald. Das Ufer seines etwa einen Meter breiten, sich leicht schlängelnden, etwa einen halben Meter eingetieften Laufs ist gegen einen ausgebauten Waldweg links mit Steinblöcken gesichert, im Bett liegt Sand und Kies und mancherorts auch Blockschutt. Nach weiteren 0,4–0,5 km fließt auf etwa 380 m ü. NHN von Südosten her der 0,6 km lange Nestelbach zu, der einzige Zufluss von einiger Bedeutung. Zwischen Kühreute links und Altenberg rechts läuft der Bach in gleichbleibender Richtung weiter durch den Wald, der sich bis zum Kocher zieht. Im Talmündungstrichter und der Kocheraue liegt dabei ein kleiner Erlenwald um den Bach. Schließlich mündet der zuletzt etwa anderthalb Meter breite und bis ein Meter eingetiefte Hopfenbach auf etwa 334 m ü. NHN von links in den mittleren Kocher, etwa auf halbem Weg zwischen dem Ortsrand Sulzbachs im Osten und dem Weiler Altschmiedelfeld im Westen und kurz vor einer Altarmschlinge des Flusses.
Der Hopfenbach ist 1,9 km lang und durchläuft das Höhenintervall von etwa 118 Metern zwischen Quelle und Mündung mit mittleren Sohlgefälle von etwa 64 ‰.

### Einzugsgebiet und Geologie
Der Hopfenbach entwässert ein Gebiet von ca. 1,4 km² Größe, das fast ganz im Wald liegt. An seiner Südwestspitze liegt der mit etwas über 480 m ü. NHN höchste Punkt. Hinter der linke Wasserscheide von hier bis zur Mündung liegt jenseits der kurzen Südwestseite das Quellgebiet des über den Steigersbach zum Kocher abfließenden Osterbachs, hinter der anschließenden langen Westnordwestseite fließt fast parallel zum Hopfenbach der bei Altschmiedelfeld mündende Krobach. An der rechten Wasserscheide konkurriert jenseits von der Mündung aufwärts erst der Bach durch die kurze Hechtklinge, im oberen Bereich im Südosten der Bach durch die Steinklinge, er ist wie alle anderen ein Zufluss des Kochers.
Das Gebiet ist fast völlig bewaldet, unbesiedelt und ist Teil des Gemeindegebietes von Sulzbach-Laufen.
Naturräumlich gehört es mit seinen oberen Teilen zum Kirnberger Wald, mit seinen unteren zum Gaildorfer Becken, beides Unterräume der Schwäbisch-Fränkischen Waldberge. In diesem Keuper-Bergland durchläuft der Bach Schichten des Mittelkeupers, vom Stubensandstein (Löwenstein-Formation) zuoberst, in dem die höchsten Quellen liegen, über die Oberen Bunten Mergel (Mainhardt-Formation), den Kieselsandstein (Hassberge-Formation), die Unteren Bunten Mergel (Steigerwald-Formation) und den Schilfsandstein (Stuttgart-Formation) bis zum Gipskeuper (Grabfeld-Formation) in der Talbucht, der zuallerletzt in der Kocheraue durch Auenlehm überlagert ist.

### Zuflüsse und Seen
Liste der Zuflüsse von der Quelle zur Mündung. Gewässerlänge, Einzugsgebiet und Höhe nach den entsprechenden Layern auf der Onlinekarte der LUBW. Andere Quellen für die Angaben sind vermerkt.
Quelle des Hopfenbachs auf etwa 452 m ü. NHN etwa 1,2 km westlich des Hofes Nestelberg von Sulzbach-Laufen zwischen Hopfenhang und Damenweg im Bergwald. Der Bach fließt in sich schnell eintiefender Waldklinge zunächst nordöstlich.
- (Anderer Quellast), von rechts und Südsüdwesten auf knapp 400 m ü. NHN, ca. 0,4 km[LUBW 5] und ca. 0,2 km². Entspringt auf etwa 445 m ü. NHN an der Westgrenze des Waldgewanns Sal. Etwa ebenso lang und einzugsgebietsreich wie der zum Hopfenbach geschlagene Quellbach.
Von diesem Zufluss an läuft der Hopfenbach beständig etwa nordnordöstlich.
- Nestelbach, von rechts und Südsüdosten auf etwa 380 m ü. NHN nach den ersten 300 Metern Waldweg neben dem Bach, 0,7 km und ca. 0,3 km². Entspringt auf etwa 445 m ü. NHN etwa 0,5 km südwestlich von Nestelberg und ist Westgrenze des Gewanns Nestelwald.

Mündung des Hopfenbachs von links und Südsüdwesten auf etwa 334 m ü. NHN zwischen Sulzbach am Kocher und einer linken Altarmschlinge des Flusses vor Altschmiedelfeld in den mittleren Kocher. Der Hopfenbach ist hier 1,9 km lang und hat ein Einzugsgebiet von ca. 1,4 km².

### LUBW
Amtliche Online-Gewässerkarte mit passendem Ausschnitt und den hier benutzten Layern: Lauf und Einzugsgebiet des Hopfenbachs

Allgemeiner Einstieg ohne Voreinstellungen und Layer: Daten- und Kartendienst der Landesanstalt für Umwelt Baden-Württemberg (LUBW) (Hinweise)
1. 1 2 3 4 5  Höhe nach dem Höhenlinienbild auf dem Hintergrundlayer Topographische Karte.
2. 1 2  Länge nach dem Layer Gewässernetz (AWGN).
3. 1 2  Einzugsgebiet abgemessen auf dem Hintergrundlayer Topographische Karte.
4. ↑  Bachnatur teils nach dem Layer Biotop.
5. ↑  Länge abgemessen auf dem Hintergrundlayer Topographische Karte.

### Andere Belege
1. ↑  Hansjörg Dongus: Geographische Landesaufnahme: Die naturräumlichen Einheiten auf Blatt 171 Göppingen. Bundesanstalt für Landeskunde, Bad Godesberg 1961. → Online-Karte (PDF; 4,3 MB)
2. ↑  Geologie nach den Layern zu Geologische Karte 1:50.000 auf: Mapserver des Landesamtes für Geologie, Rohstoffe und Bergbau (LGRB) (Hinweise)